# Oi (empresa)
Oi (B3: 11312, OIBR4 OIBR3, OIBR4), anteriormente conhecida como Telemar, é uma empresa que atua no segmento de telecomunicações no Brasil. É a terceira maior operadora de telefonia fixa, sendo também uma das maiores empresas do setor de telecomunicações na América do Sul. Hoje atua no país inteiro, além de possuir um instituto de inovação e criatividade para impacto social, o Instituto Oi Futuro.
No total, a Oi possui concessões para a oferta de serviços de telefonia fixa em 25 estados brasileiros, além do Distrito Federal, atuando também através de autorizações nas regiões atendidas pela Vivo, Algar Telecom e Sercomtel. A empresa oferece serviços de telefonia e soluções de Tecnologia da Informação e Comunicação para o segmento corporativo.
Em 2013, a Oi entrou em processo de fusão com a Portugal Telecom, mas vendeu os ativos operacionais portugueses em 2015 para a empresa de telecomunicações neerlandesa Altice.
Em dezembro de 2020, um consórcio formado por Vivo, TIM e Claro comprou os ativos móveis por R$ 16,5 bilhões e em 31 de janeiro de 2022, a ANATEL (Agência Nacional de Telecomunicações) aprovou a venda da companhia por unanimidade. Já o CADE (Conselho Administrativo de Defesa Econômica) aprovou com ressalvas a compra em 9 de janeiro do mesmo ano.

## História

### Telemar

Mapa da região inicialmente atendida pela Oi/Telemar entre 1998 e 2009.

Em 1998, o Ministério das Comunicações decidiu privatizar o Sistema Telebrás em doze companhias: três holdings das concessionárias regionais de telefonia fixa, uma holding da operadora de longa distância e oito holdings das concessionárias da telefonia móvel Banda A. A maior delas era a Tele Norte Leste Participações S.A. (TNL).
A Tele Norte Leste (TNL) foi adquirida por um consórcio formado por Andrade Gutierrez (21,2%), Inepar Investimentos (20%), Macal (20%), Fiago/Fundos de Pensão (18,7%), BrasilVeículos (10,05%) e Companhia de Seguros Aliança (10,05%) por R$ 3,4 bilhões. Foi constituída a empresa Telemar Participações S/A (TmarPart) como controladora da Tele Norte Leste.
Em abril de 1999, a Tele Norte Leste teve o seu nome comercial mudado para Telemar. O nome TELEMAR vem de TELE (Telefonia - O serviço que a empresa presta ou, mais precisamente, "TELE") e quer dizer "distância" e MAR, a região na qual a operadora atuava originalmente, que era o litoral do sudeste, nordeste e norte do Brasil.
No mesmo ano, a Telemar criou a Gerência de Relações Institucionais para atender o pedido do Ministério Público de que apenas funcionários da empresa manejassem grampos telefônicos. De acordo com o depoimento de José Luiz da França Neto para a CPI das Escutas Telefônicas Clandestinas, os funcionários tinham contato apenas com a parte técnica da disponibilidade de rede. Até ao menos 2005, o serviço era executado pela Rede de Acesso, que por vezes também checavam denúncias de grampos clandestinos.
Em junho de 1999, o BNDES ingressou no quadro acionário da Telemar. Na condição de financiador do consórcio, o banco converteu suas debentures em ações e passou a deter 25% das ações ordinárias da companhia.
Inicialmente, a Telemar era composta pelas empresas dos 16 Estados de sua área inicial:
- TELAIMA - Telecomunicações de Roraima
- TELAMAZON - Telecomunicações do Amazonas
- TELASA - Telecomunicações de Alagoas
- TELEAMAPÁ - Telecomunicações do Amapá
- TELEBAHIA - Telecomunicações da Bahia
- TELECEARÁ - Telecomunicações do Ceará
- TELEMIG - Telecomunicações de Minas Gerais
- TELEPARÁ - Telecomunicações do Pará
- TELEPISA - Telecomunicações do Piauí
- TELERGIPE - Telecomunicações de Sergipe
- TELERJ - Telecomunicações do Estado do Rio de Janeiro
- TELERN - Telecomunicações do Rio Grande do Norte
- TELEST - Telecomunicações do Espírito Santo
- TELMA - Telecomunicações do Maranhão
- TELPA - Telecomunicações da Paraíba
- TELPE - Telecomunicações de Pernambuco

Em julho de 1999, o Banco Opportunity adquiriu debêntures conversíveis em ações da participação que a Inepar detinha na Telemar.
Em 2001, as 16 empresas que compunham a Telemar foram integradas, dando origem a uma empresa única, a Telemar Norte Leste (TMAR). No mesmo ano, a Telemar lançou o Velox, serviço de acesso à internet em banda larga via ADSL, e a Contax, empresa de call center da companhia.

### Criação da Oi
Em março de 2002, foi criada a divisão de telefonia móvel da Telemar, como nome de Oi, após a Telemar participar do leilão de frequências das bandas D e E promovido pela Anatel.
Em janeiro de 2005, a Oi instalou um moderno sistema de telecomunicação, totalmente nacional, na Estação Antártica Comandante Ferraz (EACF),  base antártica pertencente ao Brasil localizada na ilha do Rei George, na baía do Almirantado, na Antártida. Com o sistema, foi possibilitada a integração da EACF aos sistemas da Marinha do Brasil, proporcionando acesso à internet de alta velocidade.
Em 2006, a Oi comprou a operadora de televisão por assinatura mineira Way TV por R$ 132 milhões, dois anos depois é lançada no mercado a Oi TV.
Em 2007, unificou todos os seus serviços em uma só marca, a Oi (Oi Fixo, Oi Móvel, Oi Velox), abolindo assim a marca Telemar. Também foi criado Oi Conta Total, agrupando os serviços de telefonia fixa, telefonia móvel e acesso à Internet na mesma cobrança.
No mesmo ano, comprou a Amazônia Celular, que foi incorporada em 2009.
Em 2008, a Oi iniciou suas operações em São Paulo (Região 3).

### Aquisição da Brasil Telecom

Mapa da região incorporada à área de cobertura da Oi após a aquisição da Brasil Telecom, e antes do início das operações da empresa no estado de São Paulo em 2008.

A Oi fez uma oferta de 5,8 bilhões de reais para comprar a operadora de telefonia fixa e móvel Brasil Telecom. Na intenção de expandir a Oi, o então presidente do Brasil, Luiz Inácio Lula da Silva permitiu por meio de um decreto presidencial a compra da Brasil Telecom pela Oi, algo que não poderia ser regulamentado naquela época. O negócio foi acertado entre as duas empresas e a Oi incorporou a Brasil Telecom no dia 17 de maio de 2009 e passou a operar em todo o país.
Em 2008, ocorreu uma reestruturação societária na Telemar no processo de aquisição da Brasil Telecom, com recursos de R$ 2,569 bilhões do BNDES e R$ 4,3 bilhões do Banco do Brasil.
Foi aprovado um aumento de capital na Telemar Participações no valor de R$ 1,239 bilhões, que foi totalmente subscrito pela BNDESPAR na forma de ações preferenciais resgatáveis. Com esses recursos, foram compradas a participação de três grupos acionistas: Asseca (GP Investimentos e Macal), Lexpart (Citibank e Opportunity) e Alutrens (Banco do Brasil e seguradoras Brasilcap e Brasilveículos).
O BNDESPAR também subscreveu valores mobiliários no total de R$ 1,330 bilhão, emitidos por AG Telecom (do grupo Andrade Gutierrez) e LF TEL (do grupo La Fonte), financiando as duas empresas, que ampliaram sua participação acionária na Telemar. Com a operação, a AG Telecom (19,34%), LF TEL (19,34%) e a Fundação Atlântico (fundo de pensão dos funcionários da Oi) (11,5%) passaram a formar o novo bloco de controle da Telemar, com 50,18% das ações com direito a voto.
Em 1 de janeiro de 2010 a Portugal Telecom assinou um contrato com vista à aquisição de 22,4% da Oi iniciando uma parceria estratégica entre ambas as empresas. No mesmo ano, é anunciado a compra da Portugal Telecom pela Oi.

Em 2010, o BNDES vendeu por R$ 891 milhões uma participação de 14,47% na Telemar para os fundos de pensão Petros e Funcef.

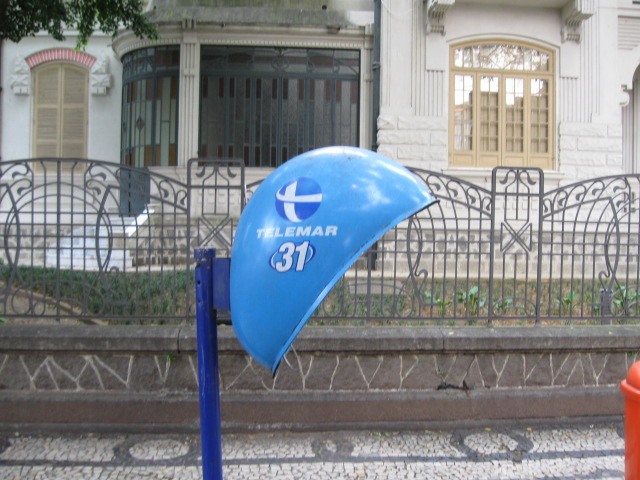
Orelhão da Telemar

Em 13 de abril de 2011, Luiz Eduardo Falco anunciou aos colaboradores da companhia seu desligamento, alegando o fim de um ciclo na companhia.
Em 28 de fevereiro de 2012 a Oi anuncia a permuta de ações para reestruturação da empresa, passando a deter 10% das ações ordinárias da Portugal Telecom.
Em junho de 2012, foi concluída a reorganização societária da Oi, pela qual a TNL e Coari foram incorporados pela Oi S.A. (nova denominação da Brasil Telecom S.A.) e a TMAR tornou-se sua subsidiária integral, tendo seus acionistas incorporados.

### Incorporação do BrTurbo
BrTurbo Empresas S.A. foi um portal de internet e provedor especializado em conexão banda larga criado pela Brasil Telecom. Iniciou suas atividades em 1º de janeiro de 2000. Em 2004, foi unificado no Internet Group formado por ele mesmo, o portal iG e o iBest. Em 2015 se separa do iG e a base de clientes e planos foi incorporado junto ao portfólio de serviços de internet da Oi chamada "Serviços Digitais".

### Fusão com a Portugal Telecom
Em 2 de outubro de 2013 a Oi e a Portugal Telecom formalizam a fusão das duas companhias, tendo envolvido os acionistas da Oi, da Portugal Telecom e da Telemar, com sede no Brasil e operações no Brasil e em Portugal. A fusão resultaria na criação da CorpCo, tendo sido feita uma captação de R$ 8,25 bilhões no mercado, com aporte de seus acionistas e investidores internacionais, além de a Oi receber R$ 5,71 bilhões em ativos da PT (incluindo ativos da empresa na África e na Ásia).
A aquisição da Portugal Telecom foi conturbada, tendo sido descoberto em 2014 um rombo no caixa financeiro da Portugal Telecom, deixando a Oi sem capital adicional. Principal acionista da fusão das duas empresas, a Rioforte, holding da Espirito Santo Investment Bank, acabou não pagando o montante de uma dívida em notas promissórias no valor de 1,2 bilhão de dólares que deveria ser paga à Portugal Telecom para pagamento dos títulos em julho de 2014. Com isso, a Oi teve que assumir o calote após a fusão e diminuir a participação dos antigos acionistas da empresa portuguesa. A Telemar Participações (TmarPart) foi incorporada pela Oi, simplificando a estrutura societária e extinguindo o acordo de acionistas.
Em 2015, a Oi se desfez dos ativos operacionais portugueses, vendendo-os para a multinacional Altice.

### Recuperação judicial

#### Primeiro pedido
A Oi entrou com pedido de recuperação judicial em 20 de junho de 2016, com uma dívida de R$ 65 bilhões. Entre os fatores apontados para o comprometimento da saúde financeira da Oi foramː a política de expansão com a aquisição de outras empresas e assumindo suas dívidas, a queda da receita na telefonia fixa e multas junto a Anatel. 
Na data 22 de setembro de 2017, o Conselho Administrativo de Defesa Econômica aprovou que a empresa China Telecom aplicasse investimento para aumento de capital na empresa. Apesar disso, a China Telecom decidiu recuar com sua oferta.
Após a aprovação e homologação do plano de recuperação judicial da operadora na data 8 de janeiro de 2018, a dívida com os acionistas foi reduzida com a conversão das dívidas em troca de 75% do capital da companhia. A Oi encerrou o primeiro trimestre de 2018 com uma dívida total de R$ 13,5 bilhões.
Em 6 de novembro de 2018, a Câmara de Arbitragem do Mercado reconsiderou decisão anterior que suspendia os efeitos da aprovação do aumento de capital da companhia, conforme previsto no plano de recuperação judicial da empresa. Na respectiva data, a Oi procedeu com os atos necessários para efetivação do aumento do capital mediante a emissão de novas ações ordinárias.
Em março de 2019, a Oi reconectou a Estação Antártica Comandante Ferraz (EACF), reinaugurada pelo governo brasileiro, sendo responsável pela instalação de banda larga fixa, rede móvel com conexão 4G, infraestrutura de WiFi e sistema de recepção de sinal de TV via satélite. O serviço se dá por meio do satélite Amazonas 3, da Hispamar, joint-venture entre Hispasat e Oi, a partir de contrato firmado com a Marinha do Brasil.
A companhia anunciou em 15 de fevereiro de 2020 um plano de dividir a empresa em quatro áreas de ativos e vender três delasː Ativos Móveis, Torres, Data Center e InfraCo. Destas, somente a última não seria vendida.
Em dezembro de 2020, um consórcio formado por Vivo, TIM e Claro comprou os ativos móveis por R$ 16,5 bilhões e em 31 de janeiro de 2022, a ANATEL (Agência Nacional de Telecomunicações) aprovou a venda da companhia por unanimidade. Já o CADE (Conselho Administrativo de Defesa Econômica) aprovou com ressalvas a compra em 9 de janeiro do mesmo ano.
Em fevereiro de 2021, a Anatel concedeu anuência prévia para que a Oi incorporasse a Telemar Norte Leste (TMAR). No final de março, a Oi convocou para abril uma Assembleia Geral para deliberar sobre a incorporação.
Em março de 2021, a Oi concluiu a venda da UPI Torres à Highline do Brasil por R$ 1,07 bilhão. No mesmo mês, foi concluída a venda da UPI Data Center à Titan Venture Capital e Investimentos por R$ 325 milhões.
Em julho de 2021, a Oi vendeu o controle de 57,9% da Infraco, sua subsidiária de rede neutra de fibra ótica, para o BTG Pactual em conjunto com a Globenet Cabos Submarinos, por R$ 12,9 bilhões em um leilão judicial. A Oi permaneceu como sócia minoritária, com 42,1%. O nome da empresa foi modificado para V.tal.
Em janeiro de 2022, a Anatel concedeu anuência prévia para que a incorporação da Oi Móvel pela Oi, que passou a deter a outorga de exploração da TV por assinatura. Em fevereiro de 2022, a companhia deixou de ser listada na Bolsa de Nova York.
Em setembro de 2022, a justiça aprovou a venda pela Oi da sua TV por assinatura  via satélite (DTH) para a Sky por R$ 786 milhões, mas esta desistiu da compra.
Em 15 de dezembro de 2022,  a Oi sai da recuperação judicial.

#### Segundo pedido
Em março de 2023, a Oi entra com o novo pedido de recuperação judicial, com dívidas de R$ 44,3 bilhões.
Em outubro de 2023, foi assinado contrato entre a Oi e a V.tal, para a venda de cabos de rede de cobre desativados e inservíveis (sucata) da Oi por meio do abatimento de até 72% da dívida da Oi junto à V.tal, o que corresponderia a R$ 3,6 bilhões.
Em dezembro de 2023, o Oi Play, a plataforma de streaming e TV por internet da Oi, foi encerrado.
Em abril de 2024, a Assembleia Geral de Credores aprovou o novo Plano de Recuperação Judicial da Oi, no qual foi firmado que os credores que aceitassem as condições do plano poderiam ficar com até 80% do capital social da Oi em troca das dívidas, além de uma reestruturação de seu endividamento e o aporte de recursos pelos novos sócios. Em agosto, o Cade aprovou a entrada dos novos acionistas e, em novembro, a Anatel. O aumento de capital com a emissão das novas ações ordinárias é de cerca de R$ 1,3 bilhão e os principais credores ingressantes no quadro societário são os fundos de investimento PIMCO (36,66%), SC Lowy (12,33%) e Ashmore (9,58%).
Em setembro de 2024, em segunda rodada de leilão realizado pela 7ª Vara Empresarial do Tribunal de Justiça do Rio de Janeiro, a V.tal apresentou proposta de R$ 5,6 bilhões pela carteira de clientes de fibra óptica da ClientCo, subsidiária de banda larga da Oi. A proposta foi estruturada em recebimento de ações da V.tal pela Oi (com aumento de participação de 17% para 27,5%), além de perdão de dívida e compromissos à Oi pela V.tal (créditos extraconcursais e debêntures). A ClientCo é a terceira maior operadora de internet banda larga do país, com 9,3% de participação de mercado e tem 4,3 milhões de clientes em 296 cidades. A proposta depende ainda do aval dos credores, do Cade e da Anatel.
Em outubro de 2024, foi anunciado o encerramento dos serviços de IPTV por fibra ótica (Oi TV Fibra), mantendo o negócio de TV por assinatura  via satélite (DTH). Em 11 de fevereiro de 2025, foi anunciada a venda das operações de televisão por assinatura via satélite e IPTV (Oi TV), que acabou não sendo extinto, para a Mileto Tecnologia por R$ 30 milhões.

### Migração do regime de concessão
Em novembro de 2024, a Anatel aprovou a migração do regime de concessão de telefonia fixa da Oi para o regime de autorização. 
O acordo foi fechado em agosto de 2024 entre Anatel, AGU (Advocacia Geral da União), TCU (Tribunal de Contas União), Ministério das Comunicações e a empresa V.tal e prevê investimentos de cerca de R$ 5,8 bilhões até 2028 por meio da V.tal em infraestrutura e conectividade, com a implantação de novos datacenters, ampliação da rede de cabos submarinos do país e instalação de banda larga fixa de alta velocidade dm 4 mil escolas. A empresa também deverá manter a manutenção da telefonia fixa em 2.845 municípios onde não há outra alternativa de prestação de serviço para os clientes.
Com o fim da concessão, a Oi poderá realizar o desligamento da rede de cobre de telefonia fixa em cidades onde houver competidores. A empresa alegava que a manutenção da infraestrutura apresentava custos elevados mesmo com uma queda crescente no número de usuários de telefone fixo e das receitas de telefonia. O acordo também garante para a Oi a posse e a propriedade dos bens reversíveis, ativos que foram cedidos na privatização da Telebras e que deveriam ser devolvidos à União ao fim da concessão, de modo que a companhia poderá vender os ativos sem a necessidade de autorização da Anatel. A Oi informou que passaria a focar no segmento corporativo e empresarial com a Oi Soluções.

### Oi Soluções
Em dezembro de 2019, a Oi anunciou que faria um reposicionamento para as operações B2B (corporativas) em torno de uma nova marca, a Oi Soluções. A nova subsidiária presta serviços de Segurança, Cloud, UC&C (Unified Communications and Collaboration), IoT, Big Data & Analytics, Aplicações Digitais e Observabilidade, além de dados, internet e voz via fibra ótica. Em 2023, a Oi soluções representou cerca de 24% da receita das operações brasileiras do Grupo Oi.

## Multas e controvérsias

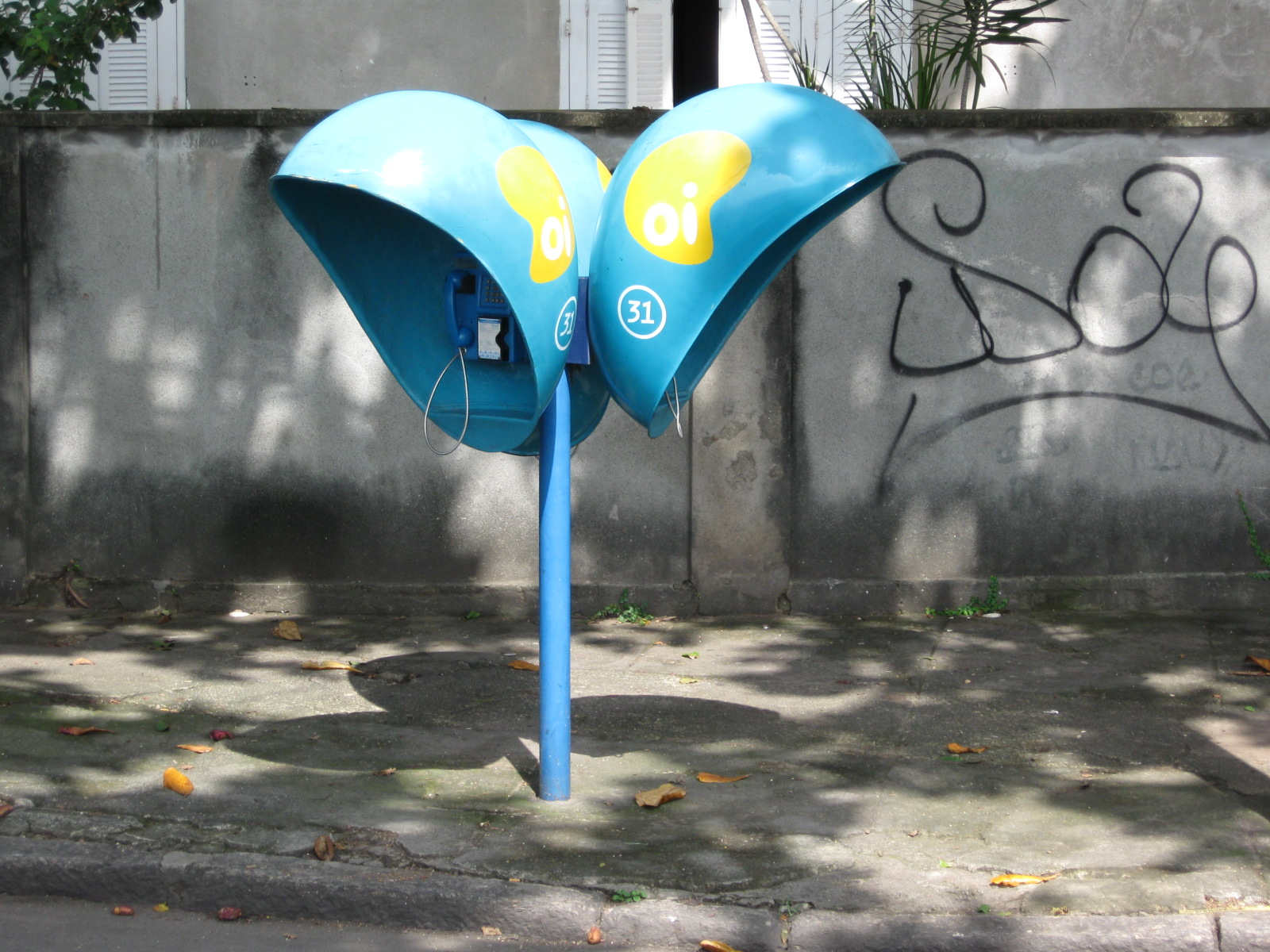
Orelhões da Oi no Rio de Janeiro, RJ.

Em 18 de julho de 2012 a Anatel anunciou que as operadoras TIM, Claro e Oi seriam impedidas de comercializar chip em diversos estados, até que apresentassem à Anatel um plano completo de investimentos, devido às altas reclamações, a partir de 23 de julho de 2012. A TIM foi impedida em dezenove estados, a Oi em cinco e a Claro em três estados.
Em 2012, a Justiça do Rio Grande do Sul aplicou multa milionária à empresa por cobrança indevida.
Além disso, recentemente a empresa vendeu diversos imóveis que pertenciam a lista de bem reversíveis da união e que por contrato devem voltar as mãos do governo após o término da concessão dos serviços.
Em fevereiro de 2013 a Anatel multou a Oi em R$ 34 milhões por descumprir metas de qualidade na prestação do serviço de telefonia celular. As metas descumpridas referem-se a: taxa de reclamação de clientes, taxa de chamadas completadas para centrais de atendimento, taxa de chamadas realizadas e completadas, taxa de resposta ao usuário e taxa de recuperação de falhas ou defeitos. A Oi anunciou que recorreria da decisão.
Em julho de 2014, o Ministério da Justiça multou a empresa em R$ 3,5 milhões da Justiça por coletar informações de seus clientes usuários de banda larga através do serviço Navegador, desenvolvido em parceria com a britânica Phorm.
Em dezembro de 2015, a associação Proteste entrou com ação civil pública na Justiça Federal contra Claro, NET, Vivo, GVT, Oi e TIM devido ao serviço de má qualidade oferecido por essas empresas no acesso banda larga à Internet. A associação também pedia por transparência e descontos nas faturas dos clientes lesados. Em nota, a Proteste completou dizendo que "as empresas não cumprem nem 60% das metas fixadas pela Agência Nacional de Telecomunicações (Anatel) quanto à velocidade contratada e a efetivamente oferecida (…) Milhões de consumidores vêm sendo lesados há anos, ao pagar por um serviço em desacordo com as regras e que não oferece a qualidade esperada".  Também chamou o serviço de banda larga no Brasil de "ineficiente" e "incapaz de garantir o desenvolvimento dos níveis de qualidade de prestação do serviço".
Em 2015 a Oi teve prejuízo de R$ 5,3 bilhões, sendo no quarto trimestre R$ 4,5 bilhões.
Em março de 2025, o Procon-MG multou a Oi por R$186 mil por propaganda enganosa, O caso teve início com a reclamação de uma consumidora que tentou contratar o plano Oi Fibra 500 Mega pelo preço anunciado de R$ 89,90 mensais, válido para pagamentos no cartão de crédito ou no débito automático. No entanto, ao concluir a compra, foi informada de que o valor promocional era exclusivo para débito automático, sendo que o pagamento via cartão de crédito teria o custo de R$ 109,00. Além disso, a empresa afirmou que a oferta era restrita a novos clientes, informação que não constava de maneira clara na publicidade. Durante a apuração, o Procon-MG verificou que o site da operadora não deixava explícito que o desconto de R$ 20,00 era exclusivo para novos assinantes. Além disso, ao longo do processo, a Oi apresentou justificativas contraditórias, alegando inicialmente que a oferta era voltada apenas para novos clientes e, posteriormente, que a compra da consumidora não havia sido concluída devido a "divergências cadastrais".

## Participações
O Grupo Oi foi acionista de diversas empresas nacionais e internacionais de telecomunicações, algumas delas participações herdadas através da antiga PT Participações, após a aquisição do controle da Portugal Telecom. A subsidiária responsável pela gestão da participação social em outras sociedades é a PT Participações, que controla a Oi Investimentos Internacionais S.A. e a Africatel GmbH, a qual tem como controlada a Africatel Holdings B.V..
A Oi e a Hispasat fundaram em 2002 a Hispamar Satélites; empresa brasileira especializada em satélites, atuante em mais de 30 países. Era detentora de 20% da companhia.
Em 2013, a Oi vendeu a Globenet, empresa operação de cabos submarinos da Oi,  para o BTG Pactual por R$ 1,745 bilhão.
Em janeiro de 2013, a Portugal Telecom vendeu a sua participação de 28% na Companhia de Telecomunicações de Macau (CTM) ao grupo Citic por US$ 411,6 milhões.
Em janeiro de 2015, foi aprovada a venda dos ativos operacionais portugueses e húngaros para a empresa de telecomunicações neerlandesa Altice.
Em maio de 2019, realizou a alienação dos 40% que detinha da Cabo Verde Telecom para o Instituto Nacional de Previdência Social e a empresa pública Empresa Nacional de Aeroportos e Segurança Aérea (ASA) de Cabo Verde por R$ 67 milhões.
Em janeiro de 2020, alienou as participações sociais detidas nas companhias angolanas Unitel S.A. (25%) e Multitel – Serviços de Telecomunicações Lda. (40%) para a Sonangol por US$ 1 bilhão.
Em novembro de 2021, a participação de 51% da Companhia Santomense de Telecomunicações foi alienada à Visabeira Global por US$ 6 milhões.
No mesmo mês, ocorreu a alienação e transferência das ações de emissão da Directel e suas subsidiárias (Kenya Postel Directories Limited, ELTA - Empresa de Listas Telefónicas de Angola,  LTM - Listas Telefónicas de Moçambique e Directel Cabo Verde).
Em dezembro de 2021, vendeu a totalidade de suas ações na Hispamar Satélite para a Hispasat por R$ 50 milhões.
Em maio de 2023, a Oi vendeu a participação majoritária que detinha na Timor Telecom, operadora de telecomunicações do Timor-Leste por US$ 21,1 milhões para o governo timorense.